# ウォリネーラ属
ウォリネーラ属（ウォリネーラぞく、Wolinella）はヘリコバクター科に属するグラム陰性の非芽胞形成嫌気性桿菌ないしらせん菌。基準種はウォリネラ・スシノゲネス。名称はアメリカの微生物学者で基準種を発見したメイヤー・ウォリンに因む。GC比は42から48。
口腔内などに生息する。糖は利用できず、ギ酸や水素分子をフマル酸呼吸によって酸化して利用する。ただし、フマル酸の代わりにアスパラギン酸やリンゴ酸、硝酸を電子受容体として利用することができるので、硝酸還元菌の一種であるとみなせる。また、鉄還元菌でもある。